# 貴妃
貴妃（きひ）は、かつての中国における皇帝の妃嬪の封号の一つである。通例では皇帝の側室の中で、高位の者に与えられた。宮廷における地位の高さとしては、親王の正室である親王妃に相当する。また、朝鮮半島やベトナムにおいても用いられた。

## 歴史
漢や晋の時代、貴妃は正式な封号ではなく、非公式な場で、高位の妃嬪の尊称として用いられた。
南北朝時代、南朝宋の孝武帝が、初めて正式に貴妃の封号を定め、位としては相国に相当するものだった。そして、貴嬪と貴人とあわせて三夫人と称した。後世ではこれに沿った制度が多い。
唐においては、貴妃は皇后に次ぐ封号だった。唐の初め、皇后の下に貴妃、淑妃、徳妃を設け、これを四夫人と称し、位は正一品とした。玄宗の開元年間には後宮の封号制度が改められ、先の四つの妃の代わりに恵妃、麗妃、華妃の三妃を設けた。開元十二年（724年）に王皇后が廃され、玄宗は武氏を恵妃とし、そのほかに趙氏を麗妃、劉氏を華妃とした。開元二十三年（735年）、皇甫徳儀が亡くなると、淑妃を追贈した。天宝年間には改めて楊氏を貴妃とした。
これ以降の唐の後宮における妃の封号は貴妃、淑妃、徳妃、賢妃となった。ただし、唐では代宗から懿宗まで長期間、徳宗が王淑妃（昭徳王皇后）を亡くなる直前に皇后とした以外は皇后を立てず、この四妃（貴妃、淑妃、德妃、賢妃）で後宮関連の職務（本来は皇后の職務）を行っていたので、実際上は正室であった。それでも、名分上は側室でしかなく、皇帝が代替わりした場合、新帝の母でなければ必ずしも皇太后とされるわけではなかったし、あるいは追諡で皇后とされるわけでもなく、皇帝の嫡母というわけでもなかった。例としては代宗の崔貴妃がある。
明においては、宮中の皇妃の封号は多く、たとえば順妃、寧妃などがあった。貴妃は最高の封号だった。明の中後期には皇貴妃の封号があったので、貴妃は最高位のひとつ下となった。
清の後宮における品級は次の通り：皇后、皇貴妃、貴妃、妃、嬪、貴人、常在、答応、官女子。貴妃は三番目に位置する封号だった。

## 歴代王朝での貴妃の一覧

### 南朝
1. 宋孝武帝：宣貴妃殷氏（追贈）
2. 宋明帝：陳妙登
3. 斉武帝：范貴妃
4. 陳宣帝：銭貴妃（中国語版）
5. 陳后主：張麗華

### 北周
1. 北周宣帝：元楽尚、尉遅熾繁

### 唐朝
1. 唐高祖：萬貴妃（中国語版）
2. 唐太宗：韋貴妃
3. 唐睿宗：豆盧貴妃（中国語版）、崔貴妃（中国語版）
4. 唐玄宗：董貴妃、楊貴妃
5. 唐代宗：独孤貴妃、崔貴妃（中国語版）
6. 唐宪宗：郭貴妃
7. 唐穆宗：武貴妃（中国語版）（追贈）
8. 唐敬宗：郭貴妃（中国語版）
9. 唐懿宗：王貴妃（中国語版）、楊貴妃（中国語版）（追贈）

### 五代十国
1. 後周太祖：張貴妃（中国語版）
2. 前蜀高祖：張貴妃（中国語版）
3. 前蜀后主：銭貴妃（中国語版）
4. 南漢后主：李貴妃（中国語版）
5. 后蜀高祖：李貴妃（中国語版）

### 宋朝
1. 宋太宗：臧貴妃（中国語版）（追尊）
2. 宋真宗：昭静貴妃（尊封）、杜瓊真（追尊）
3. 宋仁宗：張貴妃、昭節貴妃（尊封）、昭淑貴妃（尊封）、昭懿貴妃（追尊）
4. 宋神宗：刑貴妃（尊封）
5. 宋哲宗：慕容貴妃（尊封）
6. 宋徽宗：鄭貴妃、大王貴妃、懿粛貴妃、小王貴妃、喬貴妃、劉貴妃、劉貴妃
7. 宋高宗：呉貴妃、劉貴妃、張貴妃
8. 宋孝宗：謝貴妃、蔡貴妃（中国語版）
9. 宋寧宗：楊貴妃
10. 宋光宗：黄貴妃、張貴妃（中国語版）
11. 宋理宗：謝道清（中国語版）、賈貴妃（中国語版）、閻貴妃（中国語版）

### 遼朝
1. 景宗：蕭綽
2. 聖宗：蕭貴妃（元皇后）、蕭貴妃（耶律燕哥（中国語版）の母）
3. 興宗：蕭貴妃（中国語版）

### 金朝
1. 金太祖：蕭貴妃（中国語版）
2. 金熙宗：裴满貴妃
3. 海陵王：大貴妃、唐括定哥
4. 金世宗：李貴妃（中国語版）

### 明朝
1. 明太祖：成穆貴妃
2. 明成祖：昭献貴妃、昭懿貴妃
3. 明仁宗：郭貴妃
4. 明宣宗：孫貴妃、何貴妃（中国語版）（追尊）
5. 明英宗：周貴妃
6. 明宪宗：万貴妃、邵貴妃
7. 明世宗：沈貴妃、文貴妃（中国語版）、閻貴妃
8. 明穆宗：李貴妃
9. 明神宗：鄭貴妃
10. 明思宗：袁貴妃、田貴妃
11. 弘光帝：金貴妃

### 清朝
1. 順治帝：懿靖大貴妃（ナムジョン）
2. 康熙帝：貴妃佟佳氏、貴妃佟佳氏、温僖貴妃、皇考貴妃瓜尔佳氏
3. 雍正帝：貴妃年氏、熹貴妃鈕祜禄氏、皇考裕貴妃耿氏（尊封）
4. 乾隆帝：貴妃高氏、嫻貴妃輝発那拉氏、令貴妃魏氏、純貴妃蘇氏、慶貴妃陸氏、嘉貴妃金氏、婉貴妃陳氏（尊封）、穎貴妃巴林氏、忻貴妃戴佳氏（追封）、愉貴妃珂里叶特氏（追封）、循貴妃伊爾根覚羅氏（追封）
5. 嘉慶帝：貴妃鈕祜禄氏、諴貴妃劉佳氏、皇考如貴妃鈕祜禄氏
6. 道光帝：全貴妃鈕祜禄氏、静貴妃博尔济吉特氏、琳貴妃烏雅氏、彤貴妃舒穆禄氏、佳貴妃郭佳氏（尊封）、成貴妃鈕祜禄氏（尊封）
7. 咸豊帝：貞貴妃鈕祜禄氏、懿貴妃叶赫那拉氏、祺貴妃佟佳氏（尊封）、玫貴妃（尊封）、婉貴妃（尊封）
8. 同治帝：瑨貴妃、珣貴妃、瑜貴妃
9. 光緒帝：瑾貴妃（尊封）、珍貴妃（追封）
10. 溥儀：明賢貴妃（追贈）

## 朝鮮半島
高麗の後宮制度は当初は定まっていなかった。第8代国王の顕宗の時に貴妃や淑妃の号が用いられるようになり、妃嬪の一人、李子林は王姓と貴妃の号を与えられ、元質貴妃王氏となった。その後、第11代国王の文宗の時に制度が整えられ、貴妃、淑妃、徳妃、賢妃は正一品となった。